# Joseph Smolderen
Pour les articles homonymes, voir Smolderen.
Joseph Smolderen, né à Borgerhout en 1889 et mort en 1973, est un architecte moderniste et Art déco belge.

## Biographie
Après des études secondaires à l'institut Saint-Norbert à Anvers, Joseph Smolderen suit des cours du soir à l'académie royale des beaux-arts d'Anvers où Isidore Opsomer est un de ses professeurs. À partir de 1909, il suit les cours de l'Institut National des Beaux-Arts.
Pendant la Première Guerre mondiale, il se réfugie aux Pays-Bas, où il fait la connaissance de Hendrik Petrus Berlage. Après la guerre, il construit des immeubles résidentiels avec Jan Vanhoenacker pour la Société nationale des habitations à bon marché à Kiel, Luchtbal, Anvers nord. Il fonde un cabinet d'architecture en 1920 avec Jan Vanhoenacker et John Van Beurden. L'association est dissoute en 1931.
Joseph Smolderen succède à Victor Horta en 1927 en tant que directeur du département d'architecture de l'Institut National des Beaux-Arts.

## Réalisations

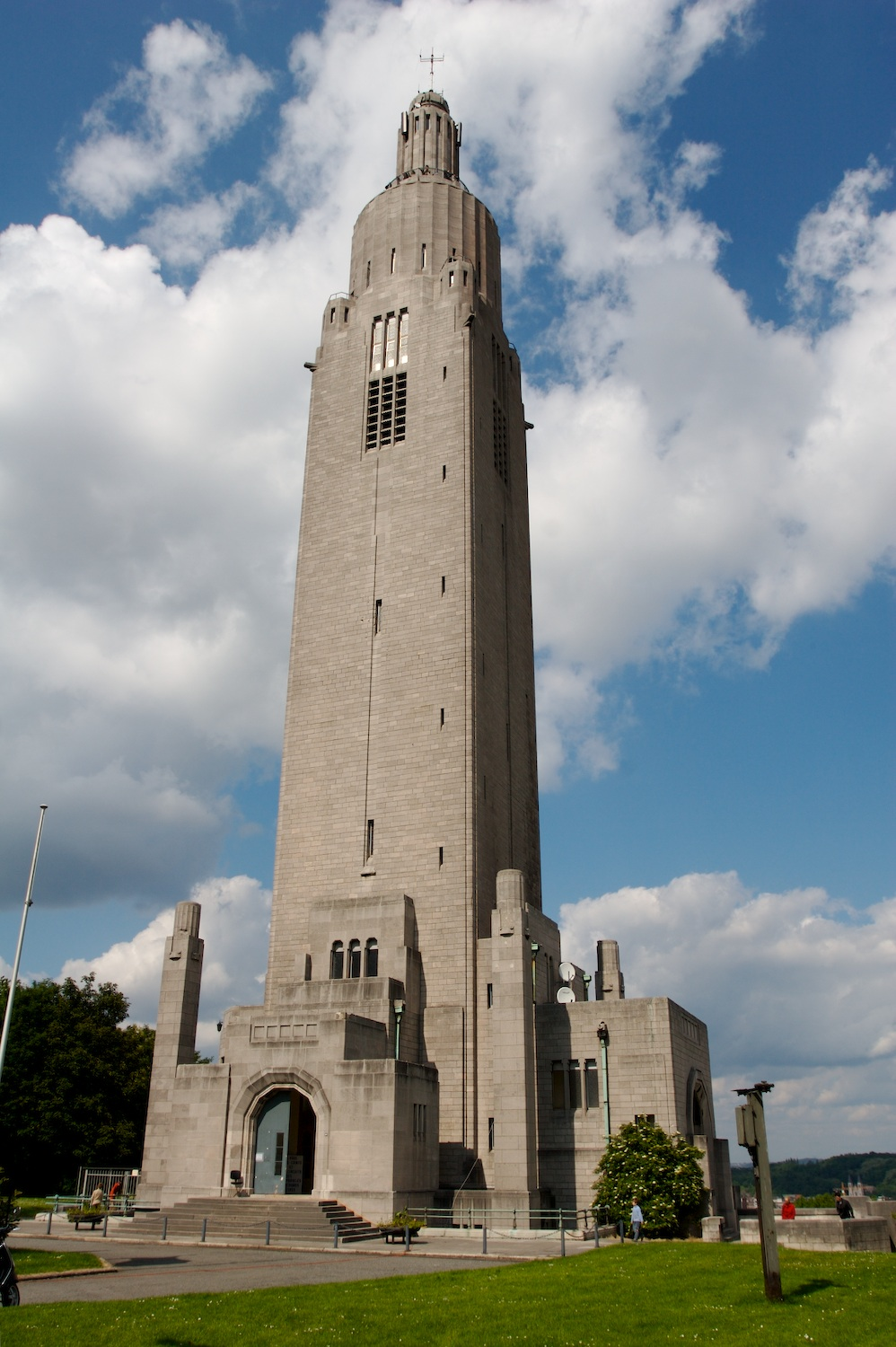
Mémorial Interallié à Cointe

- 1928-1930 : église du Christ-Roi à Anvers (mélange d'Art déco et de style néo-byzantin).
- 1928-1936 : église du Sacré-Cœur et Notre-Dame de Lourdes, à Cointe (Liège)
- 1931 : Mémorial Interallié de Cointe (Liège)[1]
- 1932 : Boerentoren à Anvers (avec Emiel Van Averbeke et Jan Vanhoenacker).
- 1936 : église Saint-Vincent-de-Paul, à Anderlecht (Bruxelles), chaussée de Ninove 367[2]